# Fysisk oceanografi
Fysisk oceanografi er studiet af havenes fysiske tilstand og processer, især havvandets bevægelser og fysiske egenskaber. Fysisk oceanografi er et af flere subdomæner af oceanografien.
Fysisk oceanografi kan underopdeles i deskriptiv og dynamisk fysisk oceanografi. Deskriptiv fysisk oceanografi bedriver havforskning gennem observatrioner og komplekse numeriske modeller, som beskriver væskebevægelserne så præcist som muligt. Dynamisk fysisk oceanografi fokuserer primært på de processer, der styrer væskebevægelserne, med fokus på teoretisk forskning og numeriske modeller. Disse er en del af et større forskningsfelt i geofysisk væskedynamik, som den fysiske oceanografi deler med meteorologien.